# Karl Linge
Karl Johan Linge, född 9 april 1879 i Svärdsjö socken, död 1 april 1968 i Leksands församling, var en svensk lärare.
Karl Linge var son till hantverkaren Anders Andersson. Han avlade folkskollärarexamen 1901 i Karlstad, mogenhetsexamen i Stockholm 1907 och blev 1910 filosofie kandidat, 1913 filosofie licentiat och 1914 filosofie doktor vid Stockholms högskola. Efter att ha varit folkskollärare i Karlstad 1901–1905 och i Stockholm från 1907 var han 1915–1944 folkskoleinspektör i Dalarnas norra inspektionsområde. Han var landstingsman och innehade flera kommunala förtroendeuppdrag. Bland hans skrifter märks Hur den svenska folkskolan kom till (1911), Den lägre yrkesundervisningen (1911), Folkundervisningen i Stockholm före 1842 (i Samfundet Sankt Eriks årsbok, 1912), Stockholms folkskolors organisation och förvaltning åren 1842–1861 (doktorsavhandling, 1914) samt Bidrag till kännedom om folkundervisningen i Dalarna före 1842 (1929). Dessutom utgav han hembygdsskildringarna Svärdsjö socken med Enviks kapell (1929, 2:a upplagan 1930) och Dalarne, läsebok (1926).